# Битва под Скулянами
Битва под Скулянами (современные Скуляны, Молдавия) между борцами за независимость Греции от власти турок (греческими этеристами) и османскими турками состоялась 17 (29) июня 1821 года на турецком берегу реки Прут, в присутствии многочисленных «болельщиков» на русском берегу. Помочь грекам они не имели права, так как войны между Россией и Османской империей (Турцией) в тот момент не было. Битва описана в повести А. С. Пушкина  «Кирджали» и упоминается в повести «Выстрел». В момент битвы Пушкин проживал в Молдавии, достоверно известно, что свидетелем битвы был непосредственный начальник Пушкина генерал Инзов и многие кишинёвские обыватели.

## Хроника событий
В 1820 году А. Ипсиланти, генерал русской армии, грек по национальности возглавил организацию Филики Этерия, поставившую себе цель освобождение Греции от османов.
22 февраля Ипсиланти перешёл Прут недалеко от Скулени.
После 3-х месяцев военных действий в полу-автономных Придунайских княжествах этеристы терпят поражение в Сражении при Драгашани.  Генерал Ипсиланти оказался интернирован в Австрии. Другие командиры  этеристов продолжают борьбу (Г. Олимпиос,  Я. Фармакис), пробиваются с боями в Грецию (Я. Колокотронис), или переходят Прут на российскую территорию.

## Скуляны
13 июня турки вошли в Яссы. Лейтенант русской армии, князь Кантакузен начал готовить редут на правом (турецком) берегу реки Прут, около Скулени, на том же месте, где несколько месяцев тому назад Ипсиланти перешёл реку и начал военные действия. Кантакузен обратился к остаткам этеристов с призывом  собраться здесь и защитить редут, но когда сотни этеристов откликнулись на призыв, Кантакузен уже перешёл реку на русский берег. На встрече, которая состоялась на российской стороне реки, Кантакузен уже убеждал греческих военачальников, что нет более никакой надежды и что им следует со своими людьми перейти на другой берег вслед за ним. Наградив Кантакузена бранными эпитетами, военачальники вернулись назад. На сборе бойцов был задан вопрос, кто из них останется, чтобы принять смерть - откликнулись 400 бойцов. На совете военачальников был выбран командиром Танасис Карпенисиотис.
Редут, носивший форму треугольника, был укреплён 8 орудиями. Не имея времени на дальнейшее укрепление, этеристы рубили деревья и городили их перед редутом, чтобы использовать в качестве препятствия для турецкой конницы.

## Сражение
17 июня, всего лишь через 10 дней после Сражения при Драгэшани, турецкий военачальник Кехая-бей вышел из Ясс с 4 тыс. всадников, 2 тыс. пехотинцев и 6 орудиями. Согласно Эмерсону, силы турок превосходили силы этеристов в 10 раз.. Турки заняли деревню. На российском берегу выстроились 2 батальона пехоты и батальон казаков, под командованием ген. Забанева. На берегу собрались также молдавские и греческие беженцы из Ясс. Смотреть за сражением прибыли «зрители» из Кишинёва. Прибыл и губернатор Бессарабии (полномочный наместник Бессарабской области) генерал Инзов.
Ставракас со своими бойцами с острова Крит и области Эпир атаковал деревню и начал истребление засевших там турок. Вскоре началась атака турецкой кавалерии, которая была вынуждена отступить под огнём 8 греческих орудий. Затем в атаку пошла турецкая пехота, но и она вынуждена была отступить. Кехая бей начал готовить свои орудия, но боялся, что по ошибке какое-либо ядро может залететь на российский берег, поэтому послал гонца к русским. Ответ генерала Забанева был: «если хоть одно ядро залетит на российскую территорию, я отвечу».
Турки поделили свои войска на 2 части и попеременно безуспешно атаковали позиции греков в течение 8 часов. В какой-то момент некоторые российские пехотинцы бросились перебираться на помощь и офицеры с пистолями в руках были вынуждены останавливать их. В битве погибли такие греческие военачальники как: Инцес, Данглиострос, Магларис, Сфаелос, Контогонис, Софианос, кап. Барбалиарис с о-ва Кефалиния.
Раненный Карпенисиотис перед смертью смог убить двух турок. Нескольким этеристам удалось переправить последних тяжелораненых, Паппаса и Карагеоргиса, на левый берег.

## Последствия
Через некоторое время после сражения, обращаясь к греческому писателю и политику Яковаки Ризо-Неруло, генерал Инзов сказал: «Если бы у Ипсиланти было 10 тыс. таких как эти, он бы смог противостоять сорока тысячам турок».
Олимпиос и Фармакис продолжили борьбу до сентября и приняли последний бой в монастыре Секу, где после 14 дней обороны, 23 сентября 1821 года Олимпиос и 11 соратников забаррикадировались на колокольне, а потом взорвали себя и атакующих турок, а Фармакис и большинство защитников монастыря сдались под гарантии турок и австрийца Вольфа, однако все были зарезаны, а Фармакис был доставлен в Константинополь, где после пыток был публично обезглавлен.
Битва была одним из первых эпизодов Греческой революции, приведшей к независимости Греции при значительном участии России (см. Иоанн Каподистрия, Наваринское сражение). Все эти события составляют один из важнейших эпизодов греческой национальной истории.